# Abdulaziz Mohamed
Abdulaziz Mohamed Ali Khador (1965. december 12. –) egyesült arab emírségekbeli válogatott labdarúgó.

## Fordítás
- Ez a szócikk részben vagy egészben  az   Abdulaziz Mohamed című angol Wikipédia-szócikk fordításán alapul.  Az eredeti cikk szerkesztőit annak laptörténete sorolja fel. Ez a jelzés csupán a megfogalmazás eredetét és a szerzői jogokat jelzi, nem szolgál a cikkben szereplő információk forrásmegjelöléseként.